# Калтаксола
 Калтаксола  — деревня в Советском районе Республики Марий Эл. Входит в состав Вятского сельского поселения.

## География
Находится в центральной части республики Марий Эл на расстоянии приблизительно 14 км по прямой на север от районного центра посёлка Советский.

## История
Известна с 1886 года как деревня с населением 39 человек. В 1905 году отмечено 22 двора и 114 жителей, в 1950 32 семьи и 137 жителей. В 2002 году здесь оставалось 18 хозяйств.

## Население
Население составляло 51 человек (92 % мари) в 2002 году, 41 в 2010.